# Nazionale Lombardia Foot-Ball Club 1914-1915
Questa pagina raccoglie le informazioni riguardanti il Nazionale Lombardia Foot-Ball Club  nelle competizioni ufficiali della stagione 1914-1915.

## Organigramma societario
Area direttiva
- Presidente: rag. Gino Agostini
- Vicepresidente: Algiso Rampoldi
- Consiglieri: Rigoletto Trezzi, Ezio Rossi, Enea Casotti, Pietro Mamoli.
- Sede: Albergo della Ferrata, Via Ponte Vetero 71.
- Fondazione: 1912.
- Campo: Strada Baggina a Porta Magenta, dimensioni 60x95.
- Costume: maglia strisce rosse e verdi, calzoncini bianchi.

Area organizzativa
- Segretario: Giovanni Frigeri-Vismara
- Vice-Segretario: Francesco Ornago
- Cassiere: Giacomo Habersaat
- Vice-Cassiere: Ernesto Vismara

Area tecnica
- Direttore Sportivo: Giovanni Albini
- Commissione Tecnica: Girolamo Meda e Giorgio Gallotti

## Rosa
| N. |                   | Ruolo | Calciatore         |
| -- | ----------------- | ----- | ------------------ |
|    | Italia (bandiera) | P     | Armando Gambuti    |
|    | Italia (bandiera) | P     | Dante Patani (I)   |
|    | Italia (bandiera) | D     | Luigi Pirovano     |
|    | Italia (bandiera) | D     | Mario Fallai       |
|    | Italia (bandiera) | D     | Scotti             |
|    | Italia (bandiera) | C     | Marco Muggiani     |
|    | Italia (bandiera) | C     | Erino Rossi        |
|    | Italia (bandiera) | C     | Oreste Casotti (I) |
|    | Italia (bandiera) | A     | Casotti (III)      |
|    | Italia (bandiera) | A     | Davoglio           |
|    | Italia (bandiera) | A     | Carlo Galbiati     |

| N. |                   | Ruolo | Calciatore          |
| -- | ----------------- | ----- | ------------------- |
|    | Italia (bandiera) | A     | Carlo Brianti       |
|    | Italia (bandiera) | A     | Marco Caimi (II)    |
|    | Italia (bandiera) | A     | Osvaldo Patani (II) |
|    | Italia (bandiera) | A     | Reoli               |
|    | Italia (bandiera) | A     | Mario Reschigna     |
|    | Italia (bandiera) | A     | Francesco Rizzolini |
|    | Italia (bandiera) | A     | Grossi              |